# Шишкарёв, Сергей Николаевич
Серге́й Никола́евич Шишкарёв (род. 2 февраля 1968, Новороссийск, Краснодарский край) — российский бизнесмен, общественный деятель, основатель и председатель совета директоров Группы компаний «Дело», доктор юридических наук. Бывший депутат Государственной Думы. Входит в исполком Олимпийского комитета России,  является председателем Высшего Совета Федерации гандбола России.

## Биография
Родился 2 февраля 1968 года в городе Новороссийске Краснодарского края.

### Образование
В 1985 году поступил в Минский государственный институт иностранных языков. Со второго курса был призван в Вооружённые Силы. Служил в морской пехоте Северного флота. По рекомендации командования поступил в Военный Краснознамённый институт Министерства обороны на факультет западных языков. Окончил его в 1992 году с красным дипломом по специальности «военный переводчик-референт португальского и венгерского языков». Имеет звание полковника запаса.
В 2001 году защитил кандидатскую диссертацию на соискание учёной степени кандидата юридических наук по теме «Полицейская система Франции».
В 2003 году с отличием окончил Российскую академию государственной службы при Президенте РФ по специальности «финансы, налоги и кредит».
Является автором более 30 публикаций по проблематике формирования в Российской Федерации антикоррупционного правового порядка. В 2010 году защитил диссертацию «Правовой порядок в сфере противодействия коррупции: теоретико-правовое исследование», доктор юридических наук.
Владеет четырьмя иностранными языками: английским, португальским, венгерским, итальянским.

### Политическая деятельность
Депутат Государственной думы РФ III—V созывов (1999—2003, 2003—2007, 2007—2011).
19 декабря 1999 года Шишкарёв был избран депутатом Государственной Думы РФ III созыва. Занимал должность председателя Комитета Государственной Думы по международным делам. Входил в состав постоянной делегации Федерального Собрания РФ в Парламентской ассамблее ОБСЕ, был руководителем бюро специального представителя Президента РФ по проблемам Калининградской области, связанным с расширением Европейского Союза.
В 2003 году Шишкарёв избран депутатом Государственной Думы IV созыва. Являлся заместителем председателя Комитета по энергетике, транспорту и связи.
В 2007—2011 годах — депутат Государственной Думы Федерального Собрания РФ V созыва. Председатель Комитета Государственной Думы по транспорту. Курировал Новороссийск, Анапу, Геленджик, Сочи, Туапсинский район. Член Морской коллегии при Правительстве РФ, член Правительственной комиссии по транспорту и связи, член Правительственной комиссии по обеспечению безопасности дорожного движения.
С 2000 года по 2011 год — член Экспертно-консультативного совета при Председателе Счётной палаты РФ. На протяжении трёх лет занимал должность руководителя делегации Федерального Собрания Российской Федерации в Парламентской ассамблее Черноморского экономического сотрудничества (с 2008 года по 2011 год).
Автор более 50 законопроектов, среди которых — «Об обязательном техническом осмотре в Российской Федерации», «Правила дорожного движения в Российской Федерации», «Об аэропортах и деятельности в аэропортах Российской Федерации». Инициатор разработки законопроекта об интеллектуальных транспортных системах, законопроекта о трубопроводном транспорте. В течение нескольких лет последовательно выходил с предложениями по реформированию организации дорожного движения, созданию федеральной службы по управлению дорожным движением.
С 2013 по 2018 год Шишкарёв входил в состав Морской коллегии при Правительстве РФ. Занимал должность заместителя Председателя Морской коллегии при Правительстве Российской Федерации, возглавлял Президиум и Деловой совет Морской коллегии при Правительстве РФ. В августе 2024 года Сергей Шишкарёв включен в состав обновлённой Морской коллегии РФ.
В 2023 году Шишкарёв вошёл в состав Совета при Президенте РФ по развитию физкультуры и спорта.
В 2025 году включен в Совет при Президенте РФ по реализации государственной демографической и семейной политики.

### Предпринимательская деятельность
В 1993 году Сергеем Шишкарёвым создана Группа компаний «Дело», которую он возглавлял до 1999 года. С июля 2014 года — Президент Группы компаний «Дело», в настоящее время — Председатель Совета директоров Группы компаний «Дело». Дважды избирался в совет директоров Новороссийского морского торгового порта.
В 2023 году в ГК «Дело» изменили структуру совета директоров для достижения паритета с госкорпорацией «Росатом», которой принадлежит 49% транспортно-логистической группы. Госкорпорация также получила 50% мест в советах директоров двух ключевых компаний группы — крупнейшего в России железнодорожного контейнерного оператора «Трансконтейнер» и ведущего оператора портовых терминалов Глобал Портс.
В июле 2024 года учрежденное Сергеем Шишкарёвым ООО «Логин Дело» закрыло сделку по покупке акций АО «Корсаковский Морской Торговый Порт».
В 2021 году вошел в рейтинг журнала Forbes «200 богатейших бизнесменов России 2021», где занял 152 место с состоянием $800 млн. В 2024 году Сергей Шишкарёв занял 125 место в рейтинге Forbes «125 миллиардеров России». 
В 2024 году Шишкарёв также вошел в рейтинг журнала Forbes «Крупнейшие налогоплательщики с НДФЛ более 1 млрд рублей», где занял 6 место с НДФЛ в 2023 году в 2,7 млрд руб.

### Общественная деятельность

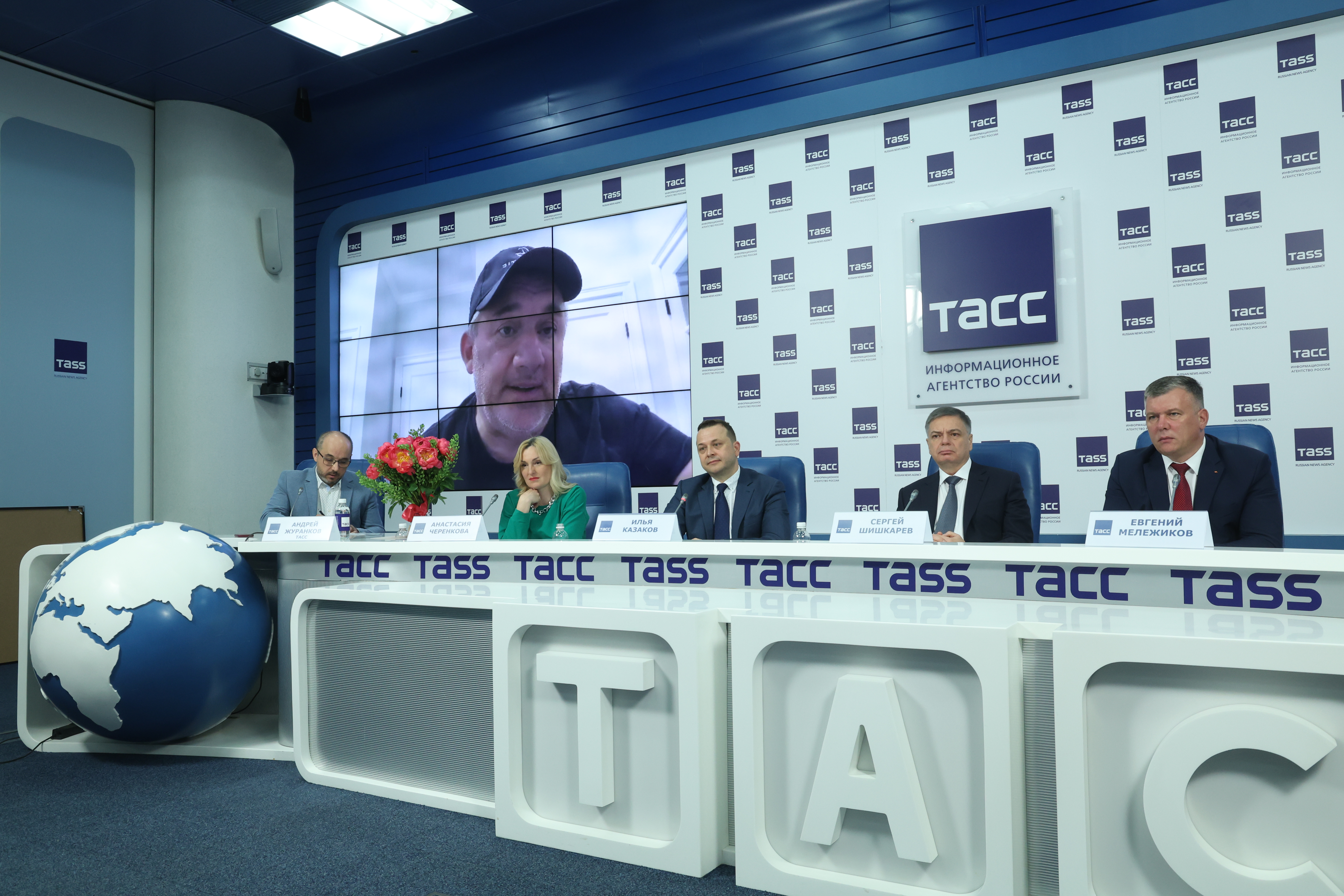
Во время презентации в ТАСС проекта художественного фильма «Федя, народный футболист». 23 мая 2023 года

7 апреля 2015 года Шишкарёв был избран на пост президента Федерации гандбола России (ФГР). Летом 2016 года женская сборная России по гандболу выиграла золото на Олимпийских играх в Рио-де-Жанейро.
В декабре 2016 года Шишкарёв был переизбран президентом Федерации гандбола сроком на 4 года. 16 октября 2020 года Шишкарёв вновь был переизбран президентом ФГР. Летом 2021 года женская сборная России по гандболу стала серебряным призёром Олимпийских игр в Токио.
С декабря 2022 года входит в исполком Олимпийского комитета России. В феврале 2023 года Шишкарёв стал председателем Высшего совета Федерации гандбола России.
Компании Группы «Дело» поддерживают ряд российских спортивных клубов:
- Женский гандбольный клуб ЦСКА
- Мужской гандбольный клуб ЦСКА
- Женский гандбольный клуб «Кубань»
- Женский гандбольный клуб «Черноморочка»
- Мужской гандбольный клуб «Зилант»
- Женский волейбольный клуб «Динамо-Анапа»
- Футбольный клуб «Черноморец»

В сентябре 2018 года по инициативе и при поддержке Шишкарёва и ветеранов в Новороссийске открыт первый в России памятник работникам порта. В сентябре 2022 года в Забайкальске при участии Сергея Шишкарёва открыта спортивная площадка для местных жителей, а также установлена въездная стела, главным элементом которой является даурский журавль – символ Забайкальска. Деньги на проекты выделила одна из компаний ГК «Дело». 
По инициативе Сергея Шишкарёва в Группе компаний «Дело» запущен и действует демографический проект по повышению рождаемости, поддержке материнства и детства. О реализации проекта Сергей Шишкарёв в декабре 2024 года докладывал на заседании Госсовета по вопросам поддержки семей под председательством Президента России Владимира Путина.
В августе 2022 года Сергей Шишкарёв создал продюсерский центр «Сделано в «Дело», где стал генеральным продюсером. В октябре 2024 года вышел художественный фильм о футболисте «Спартака» Фёдоре Черенкове «Федя. Народный футболист».
В сентябре 2022 года Группа компаний «Дело» стала спонсором новороссийского футбольного клуба «Черноморец». В мае 2023 года команда одержала победу в первенстве России по футболу среди команд Второй лиги сезона 2022/2023 годов.

## Семья
Отец трёх сыновей и двух дочерей.

## Награды
- Медаль ордена «За заслуги перед Отечеством» II степени
- Почётный знак Государственной Думы ФС РФ «За заслуги в развитии парламентаризма»
- Медаль «300 лет Российскому флоту»
- За восстановление православных храмов награждён орденом Русской Православной Церкви Святого Благоверного Князя Даниила Московского III степени; орденом Русской Православной Церкви Преподобного Сергия Радонежского III степени
- Орден Русской Православной Церкви Преподобного Серафима Саровского III степени;
- Орден Дружбы за успешную подготовку спортсменов, добившихся высоких спортивных достижений на Играх XXXI Олимпиады 2016 года в городе Рио-де-Жанейро (Бразилия)[32]
- Орден Почёта за обеспечение успешной подготовки спортсменов, добившихся высоких достижений на ХХХII летних Олимпийских играх и ХVI Паралимпийских летних играх в Токио (Япония)[33]
- Почетный гражданин муниципального образования город Новороссийск[34]

## Публикации
- Шишкарёв, С. Н. Полицейская система Франции: диссертация кандидата юридических наук: 12.00.14/ Москва, 2001.
- Шишкарёв, С. Н. Правовые основы антикоррупционной политики России: история и современность : монография. Москва. ISBN 978-5-238-01232-2
- Шишкарёв, С. Н. Правовой порядок Российской Федерации в сфере противодействия коррупции. Москва, 2009. ISBN 978-5-238-01905-5
- Шишкарёв, С. Н. Законодательное обеспечение борьбы с коррупцией: международный и российский опыт. Москва, 2006. ISBN 5-238-00862-7
- Шишкарёв, С. Н. Антикоррупционный правовой порядок: теоретико-правовой анализ: монография. Москва, 2010. ISBN 978-5-98227-756-5
- Шишкарёв, С. Н. Концептуальные и правовые основы антикоррупционной политики. Москва, 2010. ISBN 978-5-98227-742-8